# Nadine Kaadan
Nadine Kaadan (nascida em 1985, em Paris, na França) é uma ilustradora e escritora de livros infantis que vive em Londres, na Inglaterra, e possui ascendência síria.

## Infância e educação
Nadine Kaadan nasceu em Paris, na França, em 1985. Filha de Ghassan, um cirurgião, e de Awatef, professora de literatura francesa, a família voltou para Damasco, capital da Síria, pouco depois de seu nascimento. Ela tem três irmãos mais velhos: Soudade, Amira e Wael.
Nadine formou-se na Faculdade de Belas Artes de Damasco, e obteve dois mestrados, um em Ilustração na Kingston University (em Londres, no Reino Unido), e outro em Arte e Política, no Goldsmith College, na Universidade de Londres.

## Carreira
Nadine começou a desenhar e escrever para o público infantl quando tinha 10 anos: ela começou a criar uma revista para distribuir na escola, mas um diretor interveio em desaprovação. Nadine Kaadan publicou 15 livros, incluindo histórias celebrando o mundo árabe. Sua missão é defender a representação empoderada e inclusiva em livros infantis para que cada criança possa se ver em uma história.
Ela é membro do International Board on Books for Young People (IBBY). Suas ilustrações foram expostas na exposição BIB (Biennale of illustration Bratislava, capital da Eslováquia, em 2011).
Em 2021, Nadine foi contratada pelo The Story Museum para ser a escritora de Amal Meets Alice, um evento de procissão em Oxford.

## Prêmios
- 2020 - 100 mulheres mais inspiradoras do mundo, da BBC.[8]
- "Leila Answer Me" (2011) foi Vencedor do Prêmio Anna Lindh (melhor livro de ficção para crianças com necessidades especiais).[9]
- 2019 - Vencedora do Arab British Centre Award for Culture.[10]
- "Tomorrow" (2019) foi indicado para a Medalha Kate Greenaway.[11]
- "Tomorrow" (2019) foi indicado para o prêmio The Little Rebels Children's Book.[11]
- 2012 - Recebeu uma bolsa de estudos da Saïd Foundation para sua formação em ilustração na Kingston University.[12]